# Акгюн, Качмаз
Акгюн Качмаз (тур. Akgün Kaçmaz; 19 февраля 1935, Анкара — 12 ноября 2023, Фетхие, Мугла) — турецкий футболист, игравший на позиции полузащитника.

## Биография

### Клубная карьера
Акгюн Качмаз начинал играть в футбол в клубе «Хаджеттепе» из своего родного города. В начале 1950-х он перешёл в «Фенербахче», с которым дважды выигрывал национальный чемпионат и три раза Стамбульскую футбольную лигу. В сезоне 1961/62 Акгюн Качмаз выступал за «Фатих Карагюмрюк». Затем он поиграл за немецкий «Швабен Аугсбург», а свою карьеру футболиста заканчивал в клубе турецкой Второй лиги «Бандырмаспор» в 1966 году.

### Карьера в сборной
5 июня 1953 года Акгюн Качмаз провёл единственный матч за сборную Турции, выйдя на замену после перерыва в домашней товарищеской игре с Югославией.
Полузащитник был включён в состав национальной команды на чемпионат мира 1954 года в Швейцарии, но на поле в рамках турнира так и не вышел.

### Смерть
Скончался 12 ноября 2023 года в возрасте 88 лет.

## Достижения
Чемпион Турции: 1959, 1960/61